# 宮島義嗣
宮島 義嗣（みやじま よしつぐ、1960年10月24日 - ）は、日本の技術者、実業家。OKK代表取締役社長を務めた。現在は社長を退き、日研工作所の顧問を務める。
また、息子の宮島　悠は現在のニデックオーケーケーの技術開発部門で勤務。

## 人物・経歴
大阪府東大阪市出身。大阪府立夕陽丘高等学校を経て、1984年大阪府立大学工学部機械工学科卒業、大阪機工入社。2007年大阪機工技術本部技術開発部長。2011年大阪機工執行役員技術本部長。2011年大阪機工取締役執行役員技術本部長。2013年大川翔取締役上席執行役員技術本部長。2015年からOKK代表取締役社長を務め、新基幹システムの導入などを進めた。